# Ли (лунный кратер)
Кратер Ли (лат. Lee) — останки древнего крупного ударного кратера на юго-западном побережье Моря Влажности на видимой стороне Луны. Название присвоено в честь английского математика и астронома Джона Ли (1783—1866) и утверждено Международным астрономическим союзом в 1935 г. Образование кратера относится к нектарскому периоду.

## Описание кратера

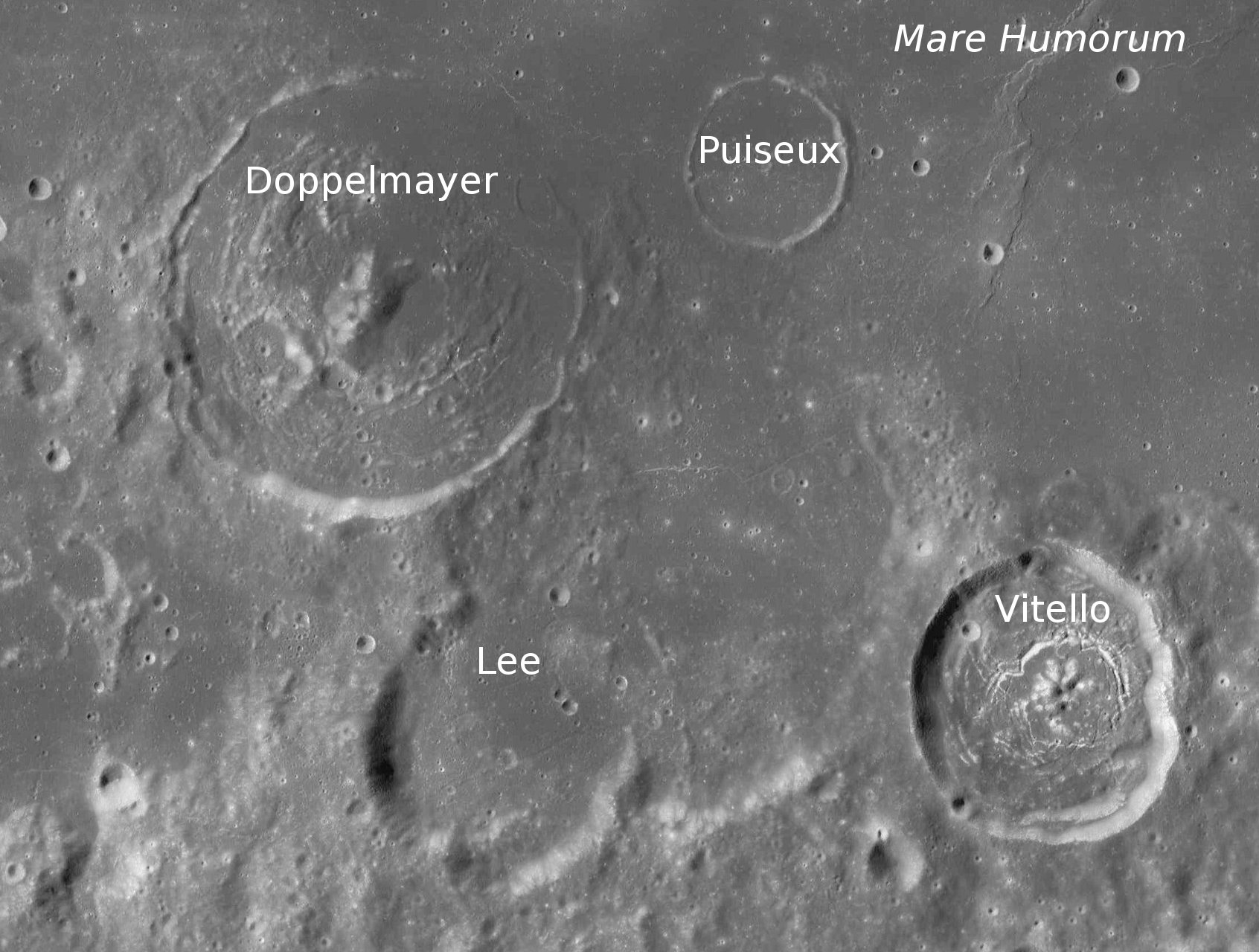
Окрестности кратера Ли. Снимок зонда Lunar Reconnaissance Orbiter.

Ближайшими соседями кратера являются кратер Доппельмайер на севере; кратер Пюизе на севере-северо-востоке; кратер Витело на востоке и кратер Клаузиус на юге. На востоке от кратера расположено Болото Эпидемий; на юге Озеро Превосходства. Селенографические координаты центра кратера 30°40′ ю. ш. 40°46′ з. д. / 30,66° ю. ш. 40,76° з. д., диаметр 41,2 км, глубина 1340 м.
Кратер Ли имеет циркулярную форму, северо-восточная часть вала полностью разрушена, соединяя чаши кратера Ли и сателлитного кратера Ли M (см. ниже). Вал сглажен, в юго-западной части имеет выступ образованный сателлитным кратером Ли A. Дно чаши затоплено темной базальтовой лавой, не имеет приметных структур кроме пары мелких кратеров в северо-восточной части.

## Сателлитные кратеры
| Ли | Координаты                                            | Диаметр, км |
| -- | ----------------------------------------------------- | ----------- |
| A  | 31°30′ ю. ш. 41°14′ з. д. / 31,5° ю. ш. 41,24° з. д.  | 17,4        |
| H  | 30°51′ ю. ш. 38°51′ з. д. / 30,85° ю. ш. 38,85° з. д. | 4,5         |
| M  | 29°50′ ю. ш. 39°42′ з. д. / 29,83° ю. ш. 39,7° з. д.  | 72,3        |
| S  | 30°50′ ю. ш. 42°58′ з. д. / 30,83° ю. ш. 42,96° з. д. | 6,9         |

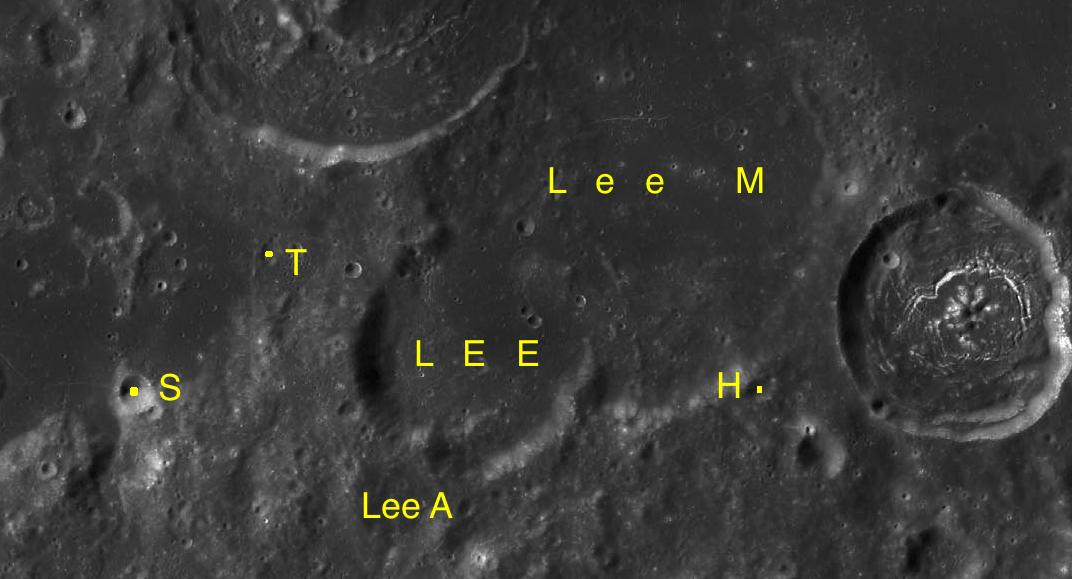
Фрагмент карты LAC-93.

- Сателлитный кратер Ли E включен в список кратеров с темными радиальными полосами на внутреннем склоне Ассоциации лунной и планетарной астрономии (ALPO)[5].